# José Alfonso Meléndez

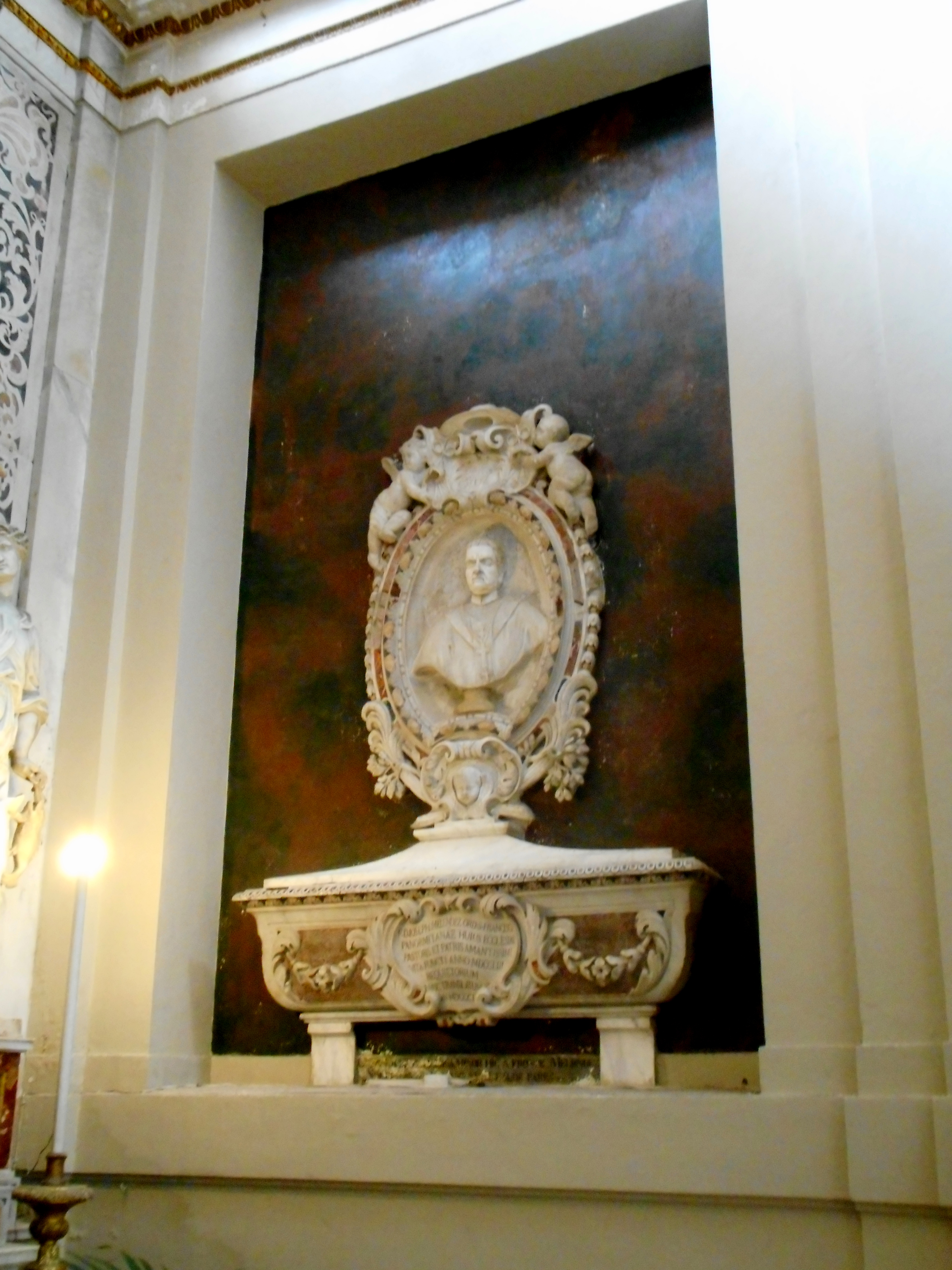
Tomba dell'Arcivescovo Meléndez nella Cattedrale di Palermo

José Alfonso Meléndez (Madrid, 22 novembre 1690 – 31 ottobre 1753) è stato un arcivescovo cattolico spagnolo.

## Biografia
Nacque a Madrid, sede dell'omonima arcidiocesi, il 22 novembre 1690.
Il 20 giugno 1708 emise i voti per l'Ordine dei frati minori scalzi; ricevette l'ordinazione presbiteriale il 21 settembre 1715.
Designato il 6 settembre 1740 da Carlo III, nella sua qualità di re di Napoli, il 30 gennaio 1741 papa Benedetto XIV lo nominò vescovo di Potenza. Ricevette l'ordinazione episcopale il 5 febbraio seguente dal cardinale Troiano Acquaviva d'Aragona, arcivescovo metropolita di Monreale, co-consacranti Celestino Galiani, cappellano maggiore del Regno di Napoli, e Giovanni Rossi, arcivescovo di Taranto.
Il 26 dicembre 1746 lo stesso re Carlo III lo propose come arcivescovo metropolita di Palermo, incarico in cui fu confermato il 19 febbraio 1748 sempre da papa Benedetto XIV.
È morto il 31 ottobre 1753.

## Genealogia episcopale
La genealogia episcopale è:
- Cardinale Scipione Rebiba
- Cardinale Giulio Antonio Santori
- Cardinale Girolamo Bernerio, O.P.
- Arcivescovo Galeazzo Sanvitale
- Cardinale Ludovico Ludovisi
- Cardinale Luigi Caetani
- Cardinale Ulderico Carpegna
- Cardinale Paluzzo Paluzzi Altieri degli Albertoni
- Papa Benedetto XIII
- Cardinale Troiano Acquaviva d'Aragona
- Arcivescovo José Alfonso Meléndez, O.F.M.Disc.